# 涂学忠
涂学忠（1916年—1976年），男，安徽六安人，中华人民共和国军事人物，中国人民解放军少将，曾任中国人民解放军第十六军副军长。